# Puente del Inca
Puente del Inca é um povoado argentino localizado no noroeste da província de Mendoza. Suas curiosas formações rochosas tornaram-se atração turística de destaque, hoje uma área natural protegida na província.

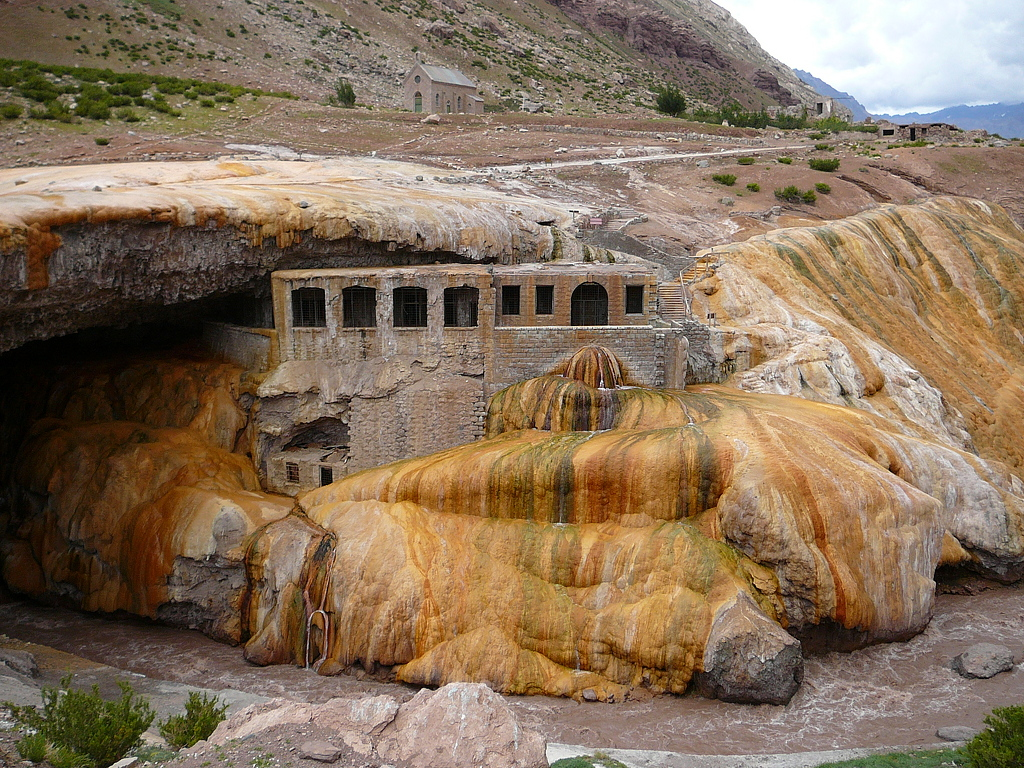
Vista panorâmica de Puente del Inca